# 伊瓜苏瀑布
伊瓜苏瀑布（葡萄牙語：Cataratas do Iguaçu，源自瓜拉尼语Chororõ Yguasu，意为“大水”）是由位于巴西巴拉那州和阿根廷边界上的伊瓜苏河从巴西高原辉绿岩悬崖上落入巴拉那峡谷形成的瀑布。現時成為聯合國世界自然遺產的一部分。
伊瓜苏瀑布與東非維多利亞瀑布及美加的尼加拉瀑布是世界三大瀑布。伊瓜蘇瀑布實為一組瀑布群，由275股大小瀑布或急流组成，總寬度2.7公里，比尼亞加拉瀑布宽4倍，落差由平均60公尺至最高82公尺。年均流量1,750立方米/秒，雨季时瀑布最大流量为12,750立方米/秒，这时大小飞瀑也汇合成一个马蹄形大瀑布。

## 成因
伊瓜蘇瀑布群位於伊瓜蘇河上。伊瓜蘇河在與巴拉那河會合前的約23公里前有一段高崖，因而造成落差為72米的瀑布群。其實，此高崖的成因是由於巴拉那河的河谷是由南至北走，而伊瓜蘇河的河床岩層卻正好與巴拉那河垂直。因此，巴拉那河承受的河水沖刷遠較伊瓜蘇河高。在積年累月的侵蝕下，巴拉那河漸漸變得越來越低，從而造成寬達2700公尺的伊瓜蘇瀑布群的形成。

## 旅遊

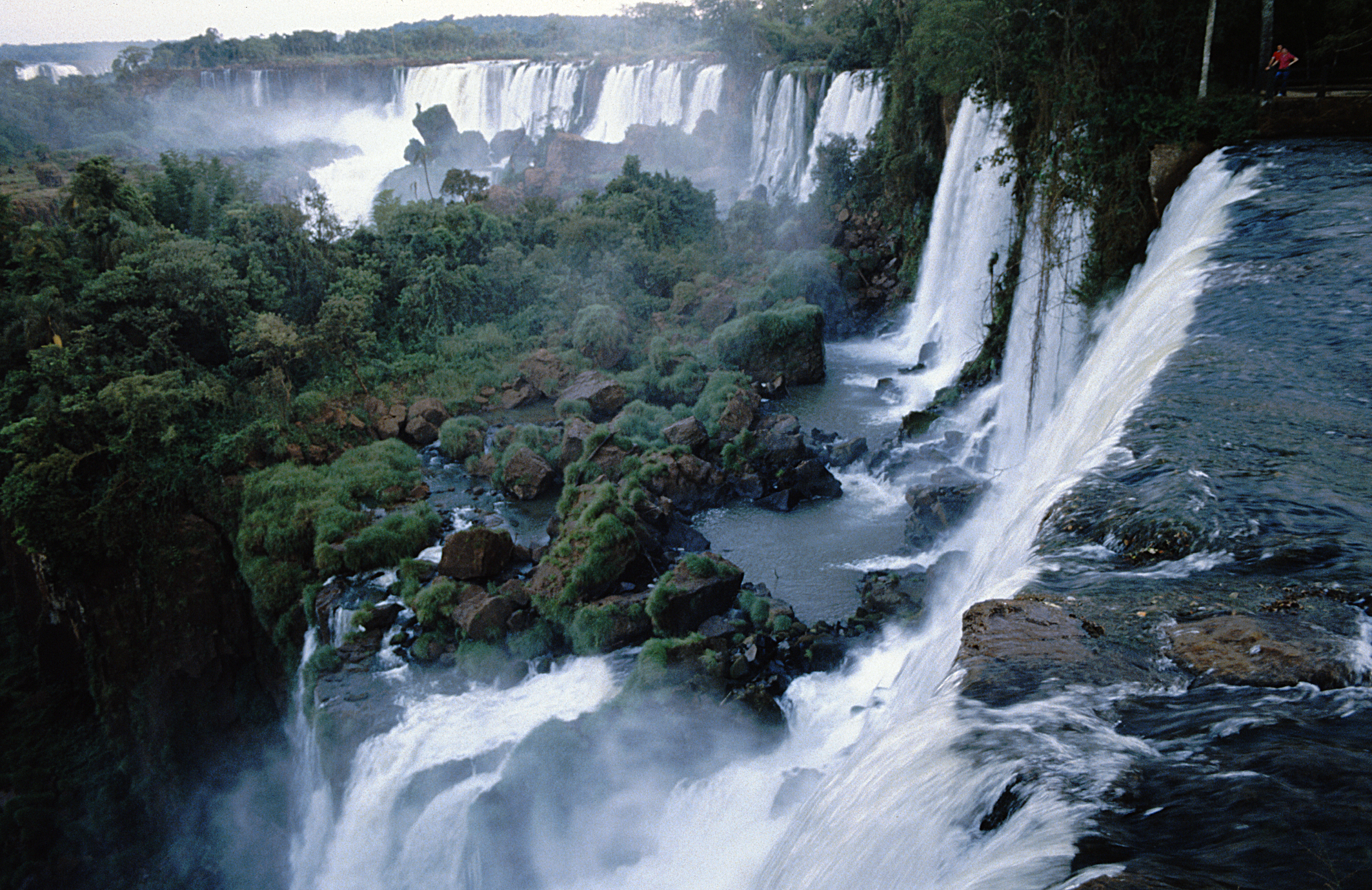
位于巴西和阿根廷边界的伊瓜苏瀑布

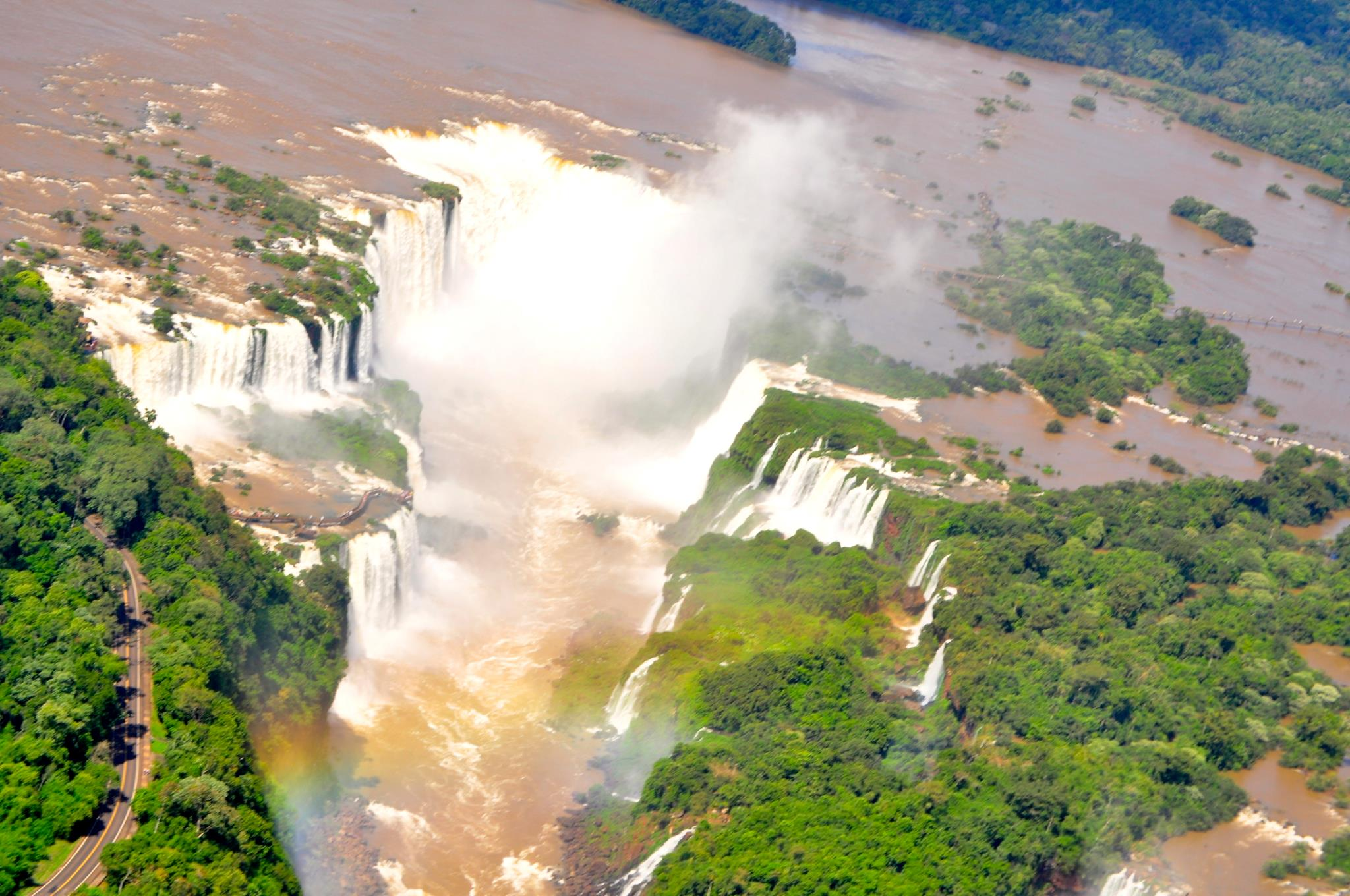
从直升机俯瞰伊瓜苏瀑布

伊瓜蘇瀑布群所在的阿根廷伊瓜蘇國家公園和巴西伊瓜蘇國家公國先後在1984年及1986年被列為聯合國世界遺產。自此巴西政府當局在1990年代末開始發展該瀑布為旅遊區，亦吸引到企業投入了大量資金，修建了約20公里長的遊覽棧道，鋪設了電氣鐵路，旅遊設施煥然一新。
由於旅遊業帶旺經濟，由伊瓜蘇瀑布地區附近的伊瓜蘇河口一帶輻射開去的三國邊境地區：包括巴西的伊瓜蘇市（Foz do Iguaçu）、阿根廷的伊瓜苏港（Puerto Iguazú）及巴拉圭的東方市（Ciudad del Este），都有受惠於日漸增長的旅客量。

## 瀑布的傳說
關於伊瓜蘇瀑布，當地有流傳著以下兩個傳說：
1. 古代酋长的女儿爱上了聪明英俊的青年，却得不到酋长的同意，于是挥泪投进伊瓜苏河以示对爱情的忠贞不渝，而她洒下的眼泪也化作终年飞流的瀑布。
2. 古代一位叫做奈比（Naipi）的女子与一个叫做塔罗巴（taroba）的男青战士相爱，女子美丽异常，招来当地水神，一条叫做恩波宜（M`Boy）的大蛇的窥视，在祭神典上，塔罗巴划船带着奈比在巴拉那河上逃命，大蛇为之大怒，追赶之中化作大瀑布，使小舟从高空跌下，塔罗巴化身为悬崖上的一棵树，奈比则成为悬崖下的一块石头，只有在彩虹出现时二人方得相聚。有趣的是大瀑布水流湍急凶猛，几乎天天都能见到彩虹。

## 其他
- 伊瓜蘇瀑布的浩蕩，引來攝影家和不少電影工作者的垂涎，有多部國際電影都有在這條瀑布拍攝取景。包括：
  - 1979年——太空城（Moonraker），是007詹姆士龐德電影系列的第11套電影。
  - 1986年——教會（The Mission）
  - 1997年——香港導演王家卫的同性戀題材電影《春光乍洩》（Happy Together）。電影裡將伊瓜蘇瀑布之飛瀑情況作近鏡拍攝，為時長達3分鐘，使部分觀眾慨嘆這是所謂「王家衛的藝術」。
  - 1997年——（Mr.Magoo）
  - 2006年——迈阿密风云（Miami Vice）

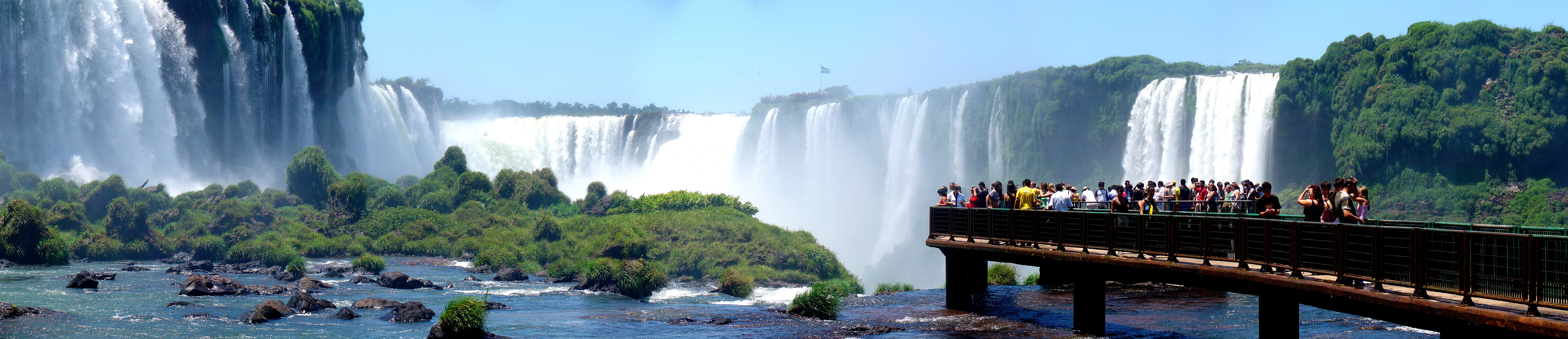
伊瓜苏瀑布

  - 2016年——如果這世界貓消失了

## 外部連結
- 聯合國世界自然遺產——伊瓜蘇瀑布
- 伊瓜蘇瀑布360°環迴觀（需要使用Quicktime軟件）
- 360°伊瓜苏瀑布 （页面存档备份，存于）